# Kathedrale von Cartagena (Kolumbien)

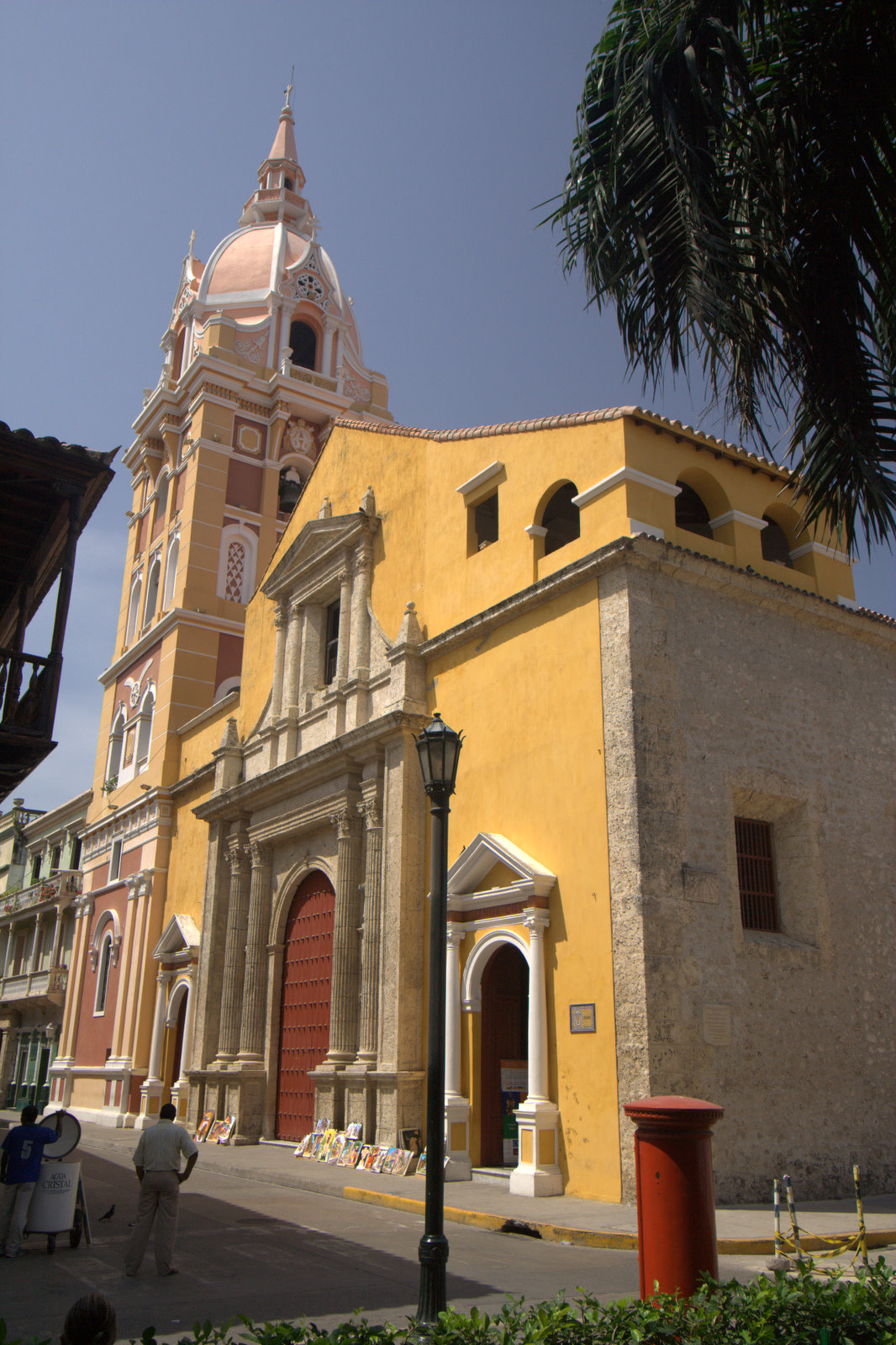
Turm und Fassade

Die Kathedrale von Cartagena, offiziell die Metropolitan Kathedralbasilika der Heiligen Katharina von Alexandrien (spanisch Metropolitan Catedral de Santa Catalina de Alejandría), ist eine römisch-katholische Kirche im historischen Zentrum von Cartagena in Kolumbien. Die Kathedrale des Erzbistums Cartagena ist eine der ältesten Bischofssitze Amerikas. Sie ist nationales Kulturerbe und Teil der UNESCO-Welterbestätte Cartagena. Die Basilica minor ist der heiligen Katharina von Alexandrien gewidmet.

## Geschichte

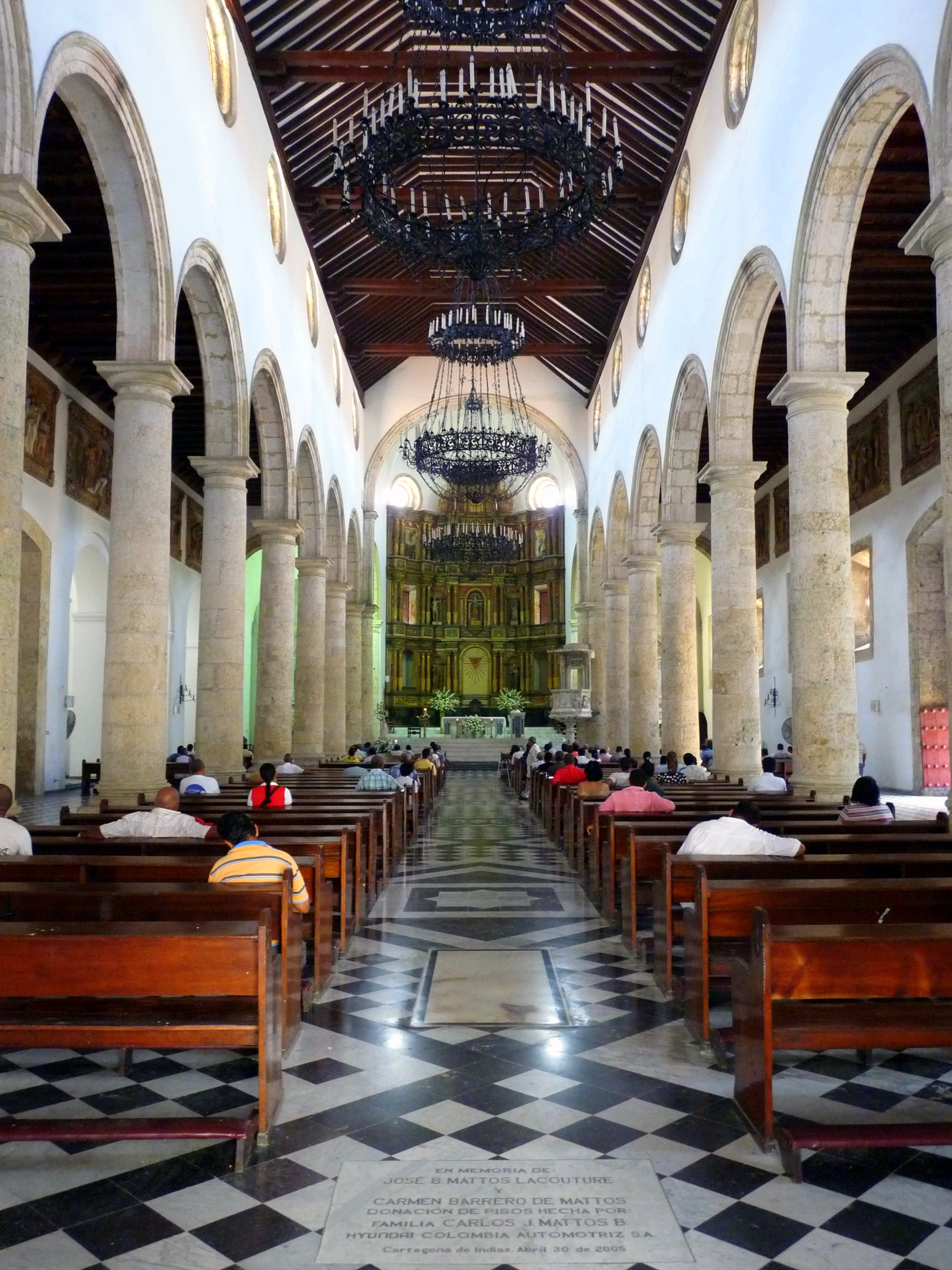
Innenraum

Grundriss

Die heutige Kathedrale ist das dritte Gebäude, das als Bischofssitz in der Stadt erbaut wurde. Die erste wurde ab 1535 für das im Vorjahr von Papst Paul III. geschaffene Bistum gebaut. Der einfache Bau aus Binsen und Strohdach wurde 1537 fertiggestellt, nur vier Jahre nach der Stadtgründung. Nach dem Stadtbrand 1552 wurde an seiner Stelle zwischen 1563 und 1568 die zweite Kathedrale etwas solider in Holz und Stroh ausgeführt.
Der Bau der heutigen Kathedrale begann unweit im Jahr 1577. 1586 wurde der weit fortgeschrittene Bau beim Angriff des Piraten Francis Drake auf Cartagena schwer beschädigt, die Fertigstellung konnte dadurch erst 1612 erfolgen. Der französischen Architekten Gastón Lelarge gestaltete die Kirche im frühen 20. Jahrhundert wesentlich um und errichtete dabei auch den heutigen Turm.
1953 verlieh Papst Pius XII. der Kathedrale den Titel einer Basilica minor. Aufgrund ihrer historischen Bedeutung, ihres architektonischen und kulturellen Werts wurde die Kathedrale als Teil der Altstadt 1995 per Dekret 1911 zum Nationaldenkmal Kolumbiens erklärt. 1999 wurde sie als Teil des Ensembles Hafen, Befestigungen und Baudenkmäler der Kolonialzeit in Cartagena zum UNESCO-Welterbe erklärt.

## Beschreibung
Die Kathedrale wurde vom Baumeister Simón González im Herrera-Stil entworfen, der für die Regierungszeit Philipps II. charakteristisch ist. Einige andalusische und kanarische Basiliken dienten als Vorbild. Die Kirche wurde als dreischiffige Basilika errichtet, von der Evangelienseite geht eine Reihe von Kapellen aus. Die Kathedrale hat eine schöne Tür und ein einfach dekoriertes Interieur. Es besitzt einen vergoldeten Altar aus dem 18. Jahrhundert, die Kanzel wurde aus Carrara-Marmor gefertigt. Elegante Arkaden tragen das Mittelschiff.
Unter Lelarge wurde die Kirche mit Stuck versehen und marmorartig ausgemalt. Bemerkenswert sind die riesigen, in Stein gemeißelten Kreuzwegstationen auf beiden Seiten des Kirchenschiffs sowie die vier Statuen der Heiligen Petrus, Paulus, Gregor und Sebastian, die die Fassade schmückten, aber im Jahr 2000 nach der Restaurierung in der Nähe des Eingangs im Hauptschiff aufgestellt wurden.